# Cephalelus uncinatus
Cephalelus uncinatus är en insektsart som beskrevs av Davies 1988. Cephalelus uncinatus ingår i släktet Cephalelus och familjen dvärgstritar. Inga underarter finns listade i Catalogue of Life.